# Fløngskoven
Fløngskoven er en skov på 17 hektar nord for Fløng. De fire hektar er etableret som folkeskov. I skoven findes hassel, valnød, kirsebær, æble, kastanje, vild pære, hyld og slåen.
Den blev plantet i 2014 og er dermed blandt de yngste skove i Høje-Taastrup Kommune. Det er planen, at den i fremtiden skal udbygges mod nord (mod Soderup) og vest.
Ved skoven finder man en sø, hvor der er et stort shelter med bålsted og overdækkede borde/bænke. I forbindelse med skoven findes også en hundeskov, som ligeledes tilbyder et shelter.
I forbindelse med Skovens Dag i 2017 blev der bearbejdet en træskulptur, der forestiller en ugle.